# Louis Breguet
Louis François Clément Breguet (Parigi, 11 dicembre 1804 – Parigi, 27 ottobre 1883) è stato un fisico e orologiaio francese.

## Biografia
Primo figlio di Antoine-Louis Breguet (1776-1858) e di Jeanne Françoise Venture (1774-1813), quindi nipote di Abraham-Louis Breguet, aveva una sorella minore, Louise-Charlotte-Clémentine (1810-1897). Si diplomò al lycée Condorcet e dopo gli studi, in collaborazione con Antoine Masson, mise a punto una bobina ad induzione perfezionata poi da Heinrich Daniel Ruhmkorff che la fece divenire celebre tanto da prendere il nome di "rocchetto di Ruhmkorff".
Realizzò anche uno specchio rotante, utilizzato da Hippolyte Fizeau per misurare la velocità della luce nel 1850.
Il 3 marzo 1845 fu nominato cavaliere della Legion d'Onore.
Nel 1866 brevettò un orologio elettrico controllato da un diapason a 100 Hz.

## Discendenza
Fra i numerosi discendenti di Louis Breguet si ricordano, al primo grado, il drammaturgo, romanziere ed accademico Ludovic Halévy, al secondo grado, lo storico Daniel Halévy, al terzo grado l'uomo politico Louis Joxe, al quarto grado, l'uomo politico Pierre Joxe, al secondo grado, l'aviatore Louis Charles Breguet e al quinto grado, l'attrice Clémentine Célarié.
```
Louis Clément François Breguet (1804-1883), orologiaio a Parigi
x 1833 Eugénie Caroline Lassieur (1815-1889)
│
├──> Louise Breguet (1847-1930)
│    x 1868 Ludovic Halévy (1834-1908), drammaturgo, romanzierecier e membro dell'
Académie française

│    │
│    └──> Daniel Halévy (1872-1962), storico
│         x 1898 Marianne Vaudoyer 
│         │ 
│         └──> Françoise-Hélène Halévy (1900-?)
│              x 1901 Louis Joxe (1901-1991), uomo politico francese
│              │
│              └──> Pierre Joxe (° 1934), uomo politico francese
│
└──> Antoine Breguet (1851-1882), ingegnere
     x 1877 Eugénie Dubois (1858-1903)
     │
     └──> Louis Charles Breguet (1880-1955), aviatore
          x 1902 Nelly Henriette Julia Girardet (1881-1941)
          │
          └──> Antoine Breguet (1903-?)
               x 1930 Meryem Collier de La Marlière (1904-1943)
               │
               └──> Martine Breguet (° 1931)
                    x 1956 André Célarié (° 1922), giornalista
                    │
                    └──> Meryem Célarié (° 1957), nota come Clémentine Célarié, attrice
```

## Onorificenze
- È stato membro dell'Académie des sciences nel 1874.[5][6]
- Il suo nome risulta inciso, assieme ad altri sessantuno, sul basamento della torre Eiffel.